# 釣魚台細辛
釣魚臺細辛（尖閣葵）是馬兜鈴科細辛屬的植物，是釣魚台列嶼釣魚台的特有植物。分佈於釣魚台的山林內。

## 異名
- Heterotropa senkakuinsularis (Hatus.) F.Maek. ex Y.Maek.

## 保護
- 日本環境省「絶滅危懼IA類(CR)」

## 外部連結
- J-IBIS絶滅危惧種情報 （页面存档备份，存于）
- oNLINE植物圖鑑 （页面存档备份，存于）